# Distrito de Alba
Alba (en húngaro: Fehér) es un distrito (judeţ) situado en la zona centro-occidental de Rumania, en la región de Transilvania. Tiene una superficie de 6.242 km² y una población de 382.747 habitantes (2002), con una densidad de 64 habitantes/km². 
La capital es la ciudad de Alba Iulia (72.405 habitantes). Otras ciudades importantes son Sebeş (29.475), Aiud (28.934), Blaj (20.758), Cugir (25.950) y Ocna Mureş (15.526).
Alba se encuentra rodeado por los distritos de Sibiu y Mureş (por el este), Cluj (por el norte), Bihor y Arad (oeste), y Hunedoara (sur).

## Geografía física y humana
Se trata de un distrito muy accidentado, ya que el 59 % de su superficie está ocupada por montañas. En la zona noroeste se alzan los montes Apuseni, mientras que en el sur se encuentra una parte de los montes Parâng, Şureanu y Cândrel. Los ríos principales son el Mureş y sus afluentes el Târnava, el Sebeş y el Arieş.
Más del 90 % de la población son de etnia rumana, y un 6 % húngaros. Hay pequeñas minorías de gitanos (romí) y alemanes.
| Año  | N.º habitantes |
| ---- | -------------- |
| 1948 | 361.062        |
| 1956 | 370.800        |
| 1966 | 382.786        |
| 1977 | 409.634        |
| 1992 | 413.919        |
| 2002 | 382.747        |

La zona de los montes Apuseni (al NO) se denomina Ţara Moţilor, y es una región con fuertes tradiciones rumanas.

## Atracciones turísticas
Las principales atracciones turísticas del distrito de Alba son:
- La ciudad de Alba Iulia.
- Los montes Apuseni.
- Roşia Montană
- El castillo de Câlnic y las otras Iglesias fortificadas de Transilvania.
- El castillo de Gârbova.
- La ciudad de Sebeş. Sebes - Su ciudad en formato virtual.
- La ciudad de Aiud.
- El complejo turístico de Ocna Mureş.
- La arquitectura tradicional de Ţara Moţilor, especialmente las iglesias de madera del valle del río Arieş.